# Crotalaria confusa
Crotalaria confusa är en ärtväxt som beskrevs av Frank Nigel Hepper. Arten ingår i släktet sunnhampor och familjen ärtväxter. Arten förekommer i västra tropiska Afrika i ett område som ungefär sträcker sig från Burkina Faso  och Ghana i väst, till Tchad och Kamerun öst. Det är en ettårig växt som främst växer i säsongsmässigt torra habitat. Inga underarter finns listade i Catalogue of Life.